# Евгения Хука
Евгения Хука е българска поетеса, педагог и художничка.

## Биография
Родена през 1935 г. в гр. Чирпан. Завършва специалност руска филология в Софийския университет „Св. Климент Охридски“. До 1990 г. работи като преподавател по руски език в Димитровград. Притежава първи клас-квалификация и званието „Главен учител“. Носител е на орден „Кирил и Методий“. Пише стихове.
Рисува картини – живопис. През 1986 г. има самостоятелна изложба в Димитровград. Нейни картини са притежание на обществени и частни колекции в България и Русия. Картината ѝ „Шагане – персийски мотиви“ е отличена със сребърен медал и се намира в Музея на Сергей Есенин в родното му село Константиново, Рязанска област – Русия.
След пенсионирането си се премества да живее в гр. Хисаря и започва активната ѝ писателска работа. До смъртта си (17.09.2019 г.) има издадени 8 стихосбирки, последната от които – посмъртно.

## Творчество
Започва да пише стихове на по-зряла възраст. Първите ѝ публикации на стихотворения в периодичния печат са от 1975 г. Издава 5 стихосбирки и една в съавторство с брат ѝ Николай Хука. Нейни стихотворения има включени в много литературни сборници. Участва в национални и международни поетични конкурси, на които са ѝ присъждани високи отличия. По нейни стихове са композирани песни. Много активен член е на литературен клуб „Извор“ от създаването му през 2004 г. Провежда много творчески срещи в различни градове и села на страната.

## Произведения

### Стихосбирки
- „С болка и обич“ (1999)
- „А другото е всичко суета…“ (2005)
- „Вълнуват ме човешките съдби“ (2007)
- „Непокорни стихове“ (2012)
- „Върти се жива кинолента“ (2018)
- „Привечер щурче запя...“ [в съавторство с Николай Хука] (2018)
- „По земните спирали“ (2019)
- „Народе, докога?“ (2021)

### Публикации в литературни сборници
- 60 години Природо-математическа гимназия със засилено изучаване на чужди езици „Иван Вазов“ – Димитровград, 2005, с. 35
- Планински рими, 2006, с. 57
- Извор. Хисарски лит. сборник, 2006, с. 11 – 15
- Планински рими, 2007, с. 34 – 35
- Планински рими, 2008, с. 8 – 9
- Планински рими, 2009, с. 62 – 63
- Планински рими, 2010, с. 36 – 37
- Листопад на спомените – 2010, 2010, с. 26
- Планински рими, 2011, с. 24 – 25
- Планински рими, 2012, с. 28 – 29
- Листопад на спомените – 2012, 2012, с. 9
- Листопад на спомените – 2013, 2013, с. 76
- Планински рими, 2013, с. 36 – 37
- Листопад на спомените – 2014, 2014, с. 36
- Планински рими, 2014, с. 16 – 17
- Извор. Втори хисарски лит. сборник, 2016, с. 34 – 40
- „Живот, посветен на родината и обществото“, сборник в чест на 150 г. от рождението на Недко Д. Каблешков, 2017, с. 181 – 182
- Алманах „Изящното перо 2017, т. 2, Стихотворения на участниците в Международния литературен конкурс в Чикаго, САЩ“, 2018, с. 102 – 103
- Алманах „Цветя от ангели“, 2019, с. 118 – 119

## Награди
Първа награда на международния литературен конкурс „Небесни меридиани“ в Израел, 2018